# Rathangan
Rathangan (irisch Ráth Iomgháin, zu deutsch „Iomgháns Erdwerk“) ist ein Dorf im irischen County Kildare an der Grenze zum County Offaly. Laut der Volkszählung von 2022 hat Rathangan 3263 Einwohner und damit die Einwohnerzahl seit 1991 nahezu verdreifacht. Rathangan ist eine Schlaf- bzw. Pendlerstadt für Beschäftigte in Dublin.

## Lage
Rathangan liegt etwa zehn Kilometer nordnordwestlich von Kildare am Slate River und am Grand Canal. Umgeben wird die Siedlung durch das Allen-Hochmoor (Bog of Allen). Hier kreuzen sich die Regionalstraßen R401 von Kildare nach Edenderry mit der R414 von Monasterevin und mit der R419 von Portarlington (County Laois) kommend.

## Geschichte
Zwischen 600 und 700 nach Christus wurde das im Ortsnamen bezeichnete Ráth (Erdwerk) angelegt. Auf Rathangan Castle starb 1329 der zwölfjährige Richard FitzGerald, 3. Earl of Kildare. Rathangan wurde im 18. Jahrhundert geschleift.
Im Verlauf der Irischen Rebellion von 1798 kam es hier vom 24. bis 28. Mai 1798 zur Schlacht von Rathangan.

## Persönlichkeiten
- George Pomeroy Colley (1835–1881), Oberbefehlshaber im Ersten Burenkrieg
- Eamon Broy (1887–1972), Militär und Polizeichef, Vorsitzender des nationalen Olympischen Komitees von Irland (1933–1950)
- Fiona O’Loughlin (* 1965), Politikerin
- Michael Noonan (* 2008), Fußballspieler

## Sehenswürdigkeiten
- katholische Himmelfahrtskirche, Anfang des 19. Jahrhunderts errichtet

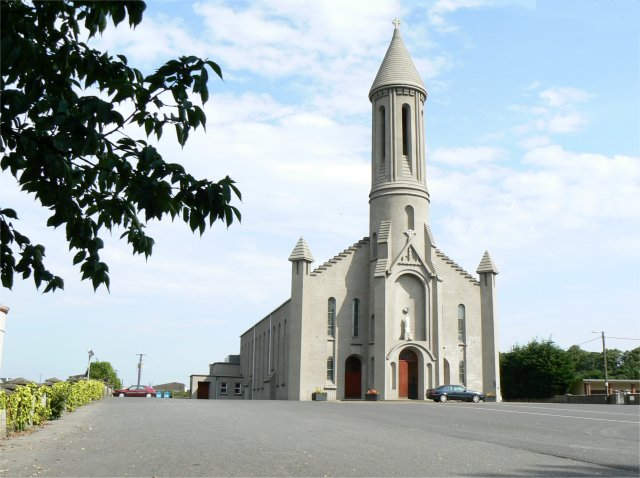
Himmelfahrtskirche

## Partnerschaft
Mit dem US-amerikanischen Ort bzw. Borough von Freehold im Bundesstaat New Jersey besteht seit 2024 eine Partnerschaft.

## Trivia
Anfang August findet seit einigen Jahren ein Lughnasadh-Festival bei Rathangan statt. Der Name steht einerseits für den gälischen Namen des Monats August, andererseits aber auch für die Opfergaben an den Gott Lugh.